# كومزيانو
كومزيانو، (بالإنجليزية: Comiziano)‏، هي (بلدية) في مدينة نابولي متروبوليتان في إيطاليا، منطقة كامبانيا، وتقع على بعد حوالي 30 كم شمال شرق نابولي.

## السكان
في سنة 1861 بلغ عدد السكان 1٬229 نسمة، وتطور العدد ليصل في سنة 2011 لـ 1٬842 نسمة.
يظهر هذا المخطط البياني تطور النمو السكاني لـ كومزيانو